# Diaphanogryllacris trinotata
Diaphanogryllacris trinotata är en insektsart som först beskrevs av Walker, F. 1870.  Diaphanogryllacris trinotata ingår i släktet Diaphanogryllacris och familjen Gryllacrididae. Inga underarter finns listade i Catalogue of Life.